# Rosamunde Pilcher: Erdbeeren im Frühling
Erdbeeren im Frühling ist ein deutscher Fernsehfilm von Marco Serafini aus dem Jahr 2016. Es ist die 137. Folge der Rosamunde-Pilcher-Filmreihe des ZDF mit Werken der erfolgreichen britischen Schriftstellerin Rosamunde Pilcher.
Die Erstausstrahlung des Films erfolgte am Sonntag, dem 13. November 2016, zur Hauptsendezeit im ZDF.

## Inhalt
Lilly Parker reist nach dem Tod ihres Vaters nach Cornwall in der Erwartung, sein Unternehmen und sein Geld zu erben. Doch ihr Vater hat kurz vor seinem Tod sein Testament ändern lassen und das Unternehmen in die Hände seiner letzten Frau Nora gegeben. Lilly soll zwar unter anderem durch eine Million Pfund und lebenslanges Wohnrecht im Haus entschädigt werden, kann jedoch nicht verstehen, warum sie im Unternehmen ihres Vaters nur eine einfache Festanstellung und nicht die Unternehmensführung bekommt. Der Grund kommt schnell ans Tageslicht: Ihr Vater hatte einen Vaterschaftstest durchführen lassen, für den Nora ein unseriöses Unternehmen beauftragt hatte. Lilly ist zutiefst erschüttert, dass der Mann, den sie ihr ganzes Leben lang für ihren Vater hielt, es nun nicht gewesen sein soll.
Sie entscheidet sich, in das nun ihrer Stiefmutter gehörende Unternehmen in der ihr gebotenen Position einzusteigen. Die Abteilung ist ein „Kummerkasten“, an den Menschen mit Kummer Briefe schreiben können, die dann beantwortet werden. Jeder Brief wird beantwortet und einige Briefe müssen nach und nach per Scan in das Computersystem eingepflegt werden. Lilly und eine Kollegin stoßen auf einen Brief, der vor 50 Jahren übersehen und nicht geöffnet und daher auch nicht beantwortet wurde. Sie möchte die nun in New York lebende Verfasserin Grace Turner ausfindig machen und in Erfahrung bringen, für welchen der in ihrem Brief dargestellten zwei Männer sie sich entschieden hat.
Grace reist zusammen mit ihrem Enkel Nicholas nach Cornwall. Sie wollen gemeinsam David Trewyn finden, den Grace damals für einen anderen, mittlerweile verstorbenen Mann verlassen musste, an den sie aber immer noch oft denkt.
Nach einigen Schwierigkeiten findet die herzkranke Grace den mittlerweile gelähmten David und die beiden kommen wieder zusammen. Lilly verlässt ihren Fast-Verlobten Eric in der Erwartung, den abgereisten Nicholas bald wiederzusehen. Eric kommt nun mit Lillys Stiefmutter Nora zusammen; die beiden kannten sich bereits aus Jugendzeiten. Lilly steigt aus dem Unternehmen aus, nachdem Nora den von Lilly in Auftrag gegebenen Kontroll-Vaterschaftstest in der Post gefunden und ihr den höchsten Posten im Unternehmen angeboten hat mit dem Versprechen auszusteigen.
Ein Jahr später heiraten Grace und David, die sich nach 50 Jahren Trennung wieder ineinander verliebt haben, und für Lilly bietet sich auf der Hochzeit die Möglichkeit, endlich mit Nicholas zusammenzukommen, die sie beide nutzen. Nora ist schwanger von Eric.

## Hintergrund
Der Film basiert auf Rosamunde Pilchers Kurzgeschichte A Way of Life.

## Rezeption

### Einschaltquoten
Die Erstausstrahlung im ZDF verfolgten insgesamt 4,95 Millionen Zuschauer, was einem Marktanteil von 13,1 % beim Gesamtpublikum entsprach. Bei den Jüngeren zwischen 14 und 49 Jahren waren es 5,1 %.